# (84922) 2003 VS2
(84922) 2003 VS2 – planetoida z grupy obiektów transneptunowych z Pasa Kuipera, typu plutonek.

## Odkrycie
Planetoida została odkryta 14 listopada 2003 w ramach programu NEAT. Planetoida nie posiada nazwy własnej, a jedynie oznaczenie tymczasowe i stały numer.

## Orbita
Orbita (84922) 2003 VS2 nachylona jest do płaszczyzny ekliptyki pod kątem 14,8°. Na jeden obieg wokół Słońca ciało to potrzebuje ok. 250 lat, krążąc w średniej odległości 39,7 j.a. od Słońca. Jest to obiekt typu plutonek, to znaczy pozostaje on w rezonansie orbitalnym 3:2 z Neptunem.

## Charakterystyka fizyczna
(84922) 2003 VS2 ma średnicę szacowaną na ok. 524 km, a jego jasność absolutna to ok. 3,99m.